# Талиш-муганска република
Талиш-муганска република је била краткотрајна самопроглашена аутономна република. Формирана је 1993. године на југу данашњег Азербејџана, на подручју настањеном етничким Талишима. Главни град републике био је Ленкорањ.
Талиш-муганска република је постојала од јуна до августа 1993. и укључивала је 7 административних округа Азербејџана. Политички претходници ове републике били су Муганска Совјетска Република (1919) и Талишки канат (1747—1826).
Азербејџанске власти су покориле ову републику, а њен председник Аљакрам Гуматов је ухапшен и осуђен на смртну казну, која му је потом замењена за доживотну робију.